# 人民检察院
人民检察院是中华人民共和国的检察机关和法律监督机关。人民检察院与人民法院以及公安机关、国家安全机关、司法行政机关等承担部分司法职能的行政机关统称为中华人民共和国的司法机关。
依据《中华人民共和国宪法》《香港特别行政区基本法》《澳门特别行政区基本法》有关规定，香港特别行政区与澳门特别行政区采用独立司法体制，不存在直接对应的检察机关，承担类似职能的机构为香港的律政司与澳门的检察院。

## 检察系统
根据《中华人民共和国人民检察院组织法》，人民检察院分为最高人民检察院、地方各级人民检察院与军事检察院等专门人民检察院。人民检察院依照法律规定对有关刑事案件行使侦查权；对刑事案件进行审查，批准或者决定是否逮捕犯罪嫌疑人，决定是否提起公诉，对决定提起公诉的案件支持公诉；依照法律规定提起公益诉讼；对诉讼活动实行法律监督；对判决、裁定等生效法律文书的执行工作实行法律监督；对监狱、看守所的执法活动实行法律监督。
人民检察院受同级人民代表大会、上级检察院双重领导。
人民检察院按照人民法院的级别对照设立，除直辖市内对照中级人民法院设立的称××直辖市第×分院之外，各级均称人民检察院。同时也设立军事检察院和铁路运输检察院等专门检察院。在新疆生产建设兵团也按兵团、师、团设立检察院。

### 最高人民检察院
- 中华人民共和国最高人民检察院

### 地方各级人民检察院
- 北京市
- 天津市
- 上海市
- 重庆市
- 黑龙江省
- 吉林省
- 辽宁省
- 河北省
- 河南省
- 湖北省
- 湖南省
- 甘肃省
- 青海省
- 陕西省
- 山西省
- 山东省
- 江苏省
- 浙江省
- 安徽省
- 江西省
- 福建省
- 广东省
- 海南省
- 云南省
- 贵州省
- 四川省
- 西藏自治区
- 内蒙古自治区
- 广西壮族自治区
- 宁夏回族自治区
- 新疆维吾尔自治区

### 专门人民检察院

#### 军事检察院
- 军事检察院

#### 铁路运输检察院
中华人民共和国的铁路运输检察院分为人民检察院铁路运输分院、基层铁路运输检察院两级。
- 北京市人民检察院北京铁路运输分院（北京市人民检察院第四分院）
  - 北京铁路运输检察院
  - 天津铁路运输检察院
  - 石家庄铁路运输检察院
- 山西省人民检察院太原铁路运输分院
  - 太原铁路运输检察院（山西转型综合改革示范区人民检察院）
  - 大同铁路运输检察院
  - 临汾铁路运输检察院
- 内蒙古自治区人民检察院呼和浩特铁路运输分院
  - 包头铁路运输检察院
  - 集宁铁路运输检察院
- 辽宁省人民检察院沈阳铁路运输分院
  - 沈阳铁路运输检察院
  - 吉林铁路运输检察院
  - 锦州铁路运输检察院
  - 大连铁路运输检察院
  - 长春铁路运输检察院
  - 丹东铁路运输检察院
  - 通化铁路运输检察院
  - 图们铁路运输检察院
  - 通辽铁路运输检察院
  - 白城铁路运输检察院
- 黑龙江省人民检察院哈尔滨铁路运输分院
  - 哈尔滨铁路运输检察院
  - 牡丹江铁路运输检察院
  - 海拉尔铁路运输检察院
  - 佳木斯铁路运输检察院
  - 齐齐哈尔铁路运输检察院
- 上海市人民检察院第三分院（上海市人民检察院上海铁路运输分院）
  - 上海铁路运输检察院
  - 蚌埠铁路运输检察院
  - 杭州铁路运输检察院
  - 徐州铁路运输检察院
  - 南京铁路运输检察院[註 1]
- 江西省人民检察院南昌铁路运输分院
  - 南昌铁路运输检察院
  - 福州铁路运输检察院
- 山东省人民检察院济南铁路运输分院
  - 济南铁路运输检察院
  - 青岛铁路运输检察院
- 河南省人民检察院郑州铁路运输分院
  - 郑州铁路运输检察院
  - 洛阳铁路运输检察院
- 湖北省人民检察院武汉铁路运输分院
  - 武汉铁路运输检察院
  - 襄阳铁路运输检察院
- 陕西省人民检察院西安铁路运输分院
  - 西安铁路运输检察院
  - 安康铁路运输检察院
- 广东省人民检察院广州铁路运输分院
  - 广东省第一地区人民检察院[註 2]
  - 衡阳铁路运输检察院
  - 长沙铁路运输检察院
  - 怀化铁路运输检察院
  - 广东省第二地区人民检察院[註 3]
- 广西壮族自治区人民检察院柳州铁路运输分院
  - 柳州铁路运输检察院
  - 南宁铁路运输检察院
- 四川省人民检察院成都铁路运输分院
  - 四川省第一地区人民检察院（成都铁路运输检察院）[註 4]
  - 重庆铁路运输检察院
  - 贵州省第一地区人民检察院（贵阳铁路运输检察院）[註 5]
  - 四川省第二地区人民检察院（西昌铁路运输检察院）[註 6]
- 云南省人民检察院昆明铁路运输分院
  - 昆明铁路运输检察院
  - 开远铁路运输检察院
- 甘肃省人民检察院兰州铁路运输分院
  - 兰州铁路运输检察院
  - 武威铁路运输检察院
  - 西宁铁路运输检察院
  - 银川铁路运输检察院
- 新疆维吾尔自治区人民检察院乌鲁木齐铁路运输分院
  - 乌鲁木齐铁路运输检察院
  - 库尔勒铁路运输检察院
  - 哈密铁路运输检察院

## 人事制度

### 检察官等级
根据《中华人民共和国检察官等级暂行规定》第六条，检察官等级分为四等十二级：
1. 首席大检察官；
2. 大检察官：一级、二级；
3. 高级检察官：一级、二级、三级、四级；
4. 检察官：一级、二级、三级、四级、五级。

### 公务员职级
1982年11月10日，中共中央政法委、中央组织部、劳动人事部、财政部在《关于公安、检察、法院、司法行政系统编制和经费若干问题的联合通知》（政法〔1982〕7号）中明确，“将全国各级公安、检察、法院、司法行政系统编制单列，实行统一领导，中央和省、市、自治区分级管理”。1983年，国家安全机关人民警察从公安机关分出。至此，人民法院、人民检察院、公安机关、国家安全机关、司法行政机关的公务员均使用政法专项编制。
2011年，中共中央组织部、最高人民法院、最高人民检察院印发《法官职务序列设置暂行规定》（中组发〔2011〕18号）、《检察官职务序列设置暂行规定》（中组发〔2011〕19号），明确法官、检察官单独职务序列与综合管理类公务员职务层次的对应关系为：
- 法官等级：二级大法官（省部级副职），一级高级法官（厅局级正职），二级高级法官（厅局级副职），三级高级法官（县处级正职），四级高级法官（县处级副职），一级法官（乡科级正职），二级、三级法官（乡科级副职），四级、五级法官（科员）；
- 检察官等级：二级大检察官（省部级副职），一级高级检察官（厅局级正职），二级高级检察官（厅局级副职），三级高级检察官（县处级正职），四级高级检察官（县处级副职），一级检察官（乡科级正职），二级、三级检察官（乡科级副职），四级、五级检察官（科员）。

但上述规定印发后，由于由于按照该规定确定的法官（检察官）等级会低于2011年以前部分法官（检察官）已评定的等级等原因，在一段时间内未能贯彻落实。2015年，中央组织部等部门相继印发《关于地方各级人民法院、人民检察院实施中组发〔2011〕18、19号文件有关问题的答复意见》（组通字〔2015〕10号）、《关于法官、检察官单独职务序列改革试点方案》，规定员额法官、员额检察官实行单独职务序列，法官等级、检察官等级与行政级别完全脱钩。
2016年，最高人民法院、最高人民检察院、中共中央组织部《法官助理、检察官助理和书记员职务序列改革试点方案》（组通字〔2016〕36号）规定，法官助理、检察官助理等级对应关系为：
- 法官助理等级：一级法官助理（正处级）、二级法官助理（副处级）、三级法官助理（正科级）、四级法官助理（副科级）、五级法官助理（科员）；
- 检察官助理等级：一级检察官助理（正处级）、二级检察官助理（副处级）、三级检察官助理（正科级）、四级检察官助理（副科级）、五级检察官助理（科员）[4]。

2019年5月，中央组织部、最高法、最高检印发《关于法官助理、检察官助理、书记员职级设置管理的通知》，明确检察官助理职级由特级检察官助理至五级检察官助理，与综合管理类公务员二级巡视员至一级科员一一对应，书记员职级由一级高级书记员至六级书记员，与综合管理类公务员一级调研员至二级科员一一对应。职务与职级并行改革后，法院、检察院的行政人员按照综合管理类公务员管理，法官助理、检察官助理、书记员的职级职数可以与本院其他相应层次综合管理类公务员的职级职数按照各自比例统筹核算和使用。改革后，现行对应关系为：
- 法官助理等级：特级法官助理（副厅级），一级高级、二级高级法官助理（正处级），三级高级、四级高级法官助理（副处级），一级、二级法官助理（正科级），三级、四级法官助理（副科级）、五级法官助理（科员）；
- 检察官助理等级：特级检察官助理（副厅级），一级高级、二级高级检察官助理（正处级），三级高级、四级高级检察官助理（副处级），一级、二级检察官助理（正科级），三级、四级检察官助理（副科级）、五级检察官助理（科员）[5]。

| 对应 综合管理类 职级 | 人民警察 执法勤务警员 | 人民警察 警务技术警员 | 法官 单独职务序列 | 检察官 单独职务序列 | 法官助理         | 检察官助理         | 书记员         | 对应 领导职务 层次 |
| -------------------- | --------------------- | --------------------- | ----------------- | ------------------- | ---------------- | ------------------ | -------------- | ------------------ |
| 未设置               | 未设置                | 未设置                | 二级大法官        | 二级大检察官        | 未设置           | 未设置             | 未设置         | 省部级副职         |
| 一级巡视员           | 一级警务专员          | 警务技术 一级总监     | 一级高级法官      | 一级高级检察官      | 未设置           | 未设置             | 未设置         | 厅局级正职         |
| 二级巡视员           | 二级警务专员          | 警务技术 二级总监     | 二级高级法官      | 二级高级检察官      | 特级法官助理     | 特级检察官助理     | 未设置         | 厅局级副职         |
| 一级调研员           | 一级高级警长          | 警务技术 一级主任     | 三级高级法官      | 三级高级检察官      | 一级高级法官助理 | 一级高级检察官助理 | 一级高级书记员 | 县处级正职         |
| 二级调研员           | 二级高级警长          | 警务技术 二级主任     | 三级高级法官      | 三级高级检察官      | 二级高级法官助理 | 二级高级检察官助理 | 二级高级书记员 | 县处级正职         |
| 三级调研员           | 三级高级警长          | 警务技术 三级主任     | 四级高级法官      | 四级高级检察官      | 三级高级法官助理 | 三级高级检察官助理 | 三级高级书记员 | 县处级副职         |
| 四级调研员           | 四级高级警长          | 警务技术 四级主任     | 四级高级法官      | 四级高级检察官      | 四级高级法官助理 | 四级高级检察官助理 | 四级高级书记员 | 县处级副职         |
| 一级主任科员         | 一级警长              | 警务技术 一级主管     | 一级法官          | 一级检察官          | 一级法官助理     | 一级检察官助理     | 一级书记员     | 乡科级正职         |
| 二级主任科员         | 二级警长              | 警务技术 二级主管     | 一级法官          | 一级检察官          | 二级法官助理     | 二级检察官助理     | 二级书记员     | 乡科级正职         |
| 三级主任科员         | 三级警长              | 警务技术 三级主管     | 二级法官          | 二级检察官          | 三级法官助理     | 三级检察官助理     | 三级书记员     | 乡科级副职         |
| 四级主任科员         | 四级警长              | 警务技术 四级主管     | 三级法官          | 三级检察官          | 四级法官助理     | 四级检察官助理     | 四级书记员     | 乡科级副职         |
| 一级科员             | 一级警员              | 警务技术员            | 四级法官          | 四级检察官          | 五级法官助理     | 五级检察官助理     | 五级书记员     |                    |
| 一级科员             | 一级警员              | 警务技术员            | 五级法官          | 五级检察官          | 五级法官助理     | 五级检察官助理     | 五级书记员     |                    |
| 二级科员             | 二级警员              | 未设置                | 未设置            | 未设置              | 未设置           | 未设置             | 六级书记员     |                    |

1. ↑  属行政执法类公务员。
2. ↑  属专业技术类公务员。
3. 1 2  关于“单独职务序列”：
  - 《中华人民共和国公务员法释义》指出，“（由于）我国已经制定了法官法和检察官法……对法官、检察官不作职位分类上的调整”。因此，法官、检察官单独职务序列是独立于法律明定的综合管理类、行政执法类、专业技术类以外的单独类别公务员[6]。
  - 另外，此表所列法官等级、检察官等级与行政级别的对应关系，只反映2016年时各级法院、检察院司法改革时由行政级别套改为单独职务序列时的对应关系[2]。根据司法改革的相关规定，改革后，法官、检察官入额后的单独职务序列与公务员的行政职务序列没有一一对应关系[3]。
4. 1 2 3  法院、检察院人员分为员额法官（员额检察官）类、法官助理（检察官助理）与书记员类、综合管理类、司法警察执法勤务警员类四个序列。使用政法专项编制、已经进行公务员登记的法官助理、检察官助理、书记员，虽不属于综合管理类公务员，但原则上也按照综合管理类公务员进行管理[5]。（注：聘用制法官助理、聘用制检察官助理、聘用制书记员不属于国家公务员，不适用此表）
5. ↑  《人民法院书记员管理办法》第十五条规定，“各级人民法院书记员的最高职级配备为：最高人民法院书记员的职级最高配备为正处级。高级人民法院书记员的职级最高配备为副处级。中级人民法院书记员的职级最高配备为正科级。基层人民法院书记员的职级最高配备为副科级。直辖市、副省级城市的中级人民法院和基层人民法院部分书记员的职级配备可以略高于本条第四、五款的规定。”